# Copa El Salvador 2018-19
La Copa El Salvador 2018-19 fue la segunda edición de la competición de clubes de fútbol profesionales de El Salvador. Participaron equipos de las tres divisiones profesionales adscritas a la Federación Salvadoreña de Fútbol. El torneo fue anunciado el 29 de mayo de 2018 por el presidente de la Primera División, Ernesto Allwood, tras confirmarse nuevamente el apoyo financiero del Instituto Nacional de los Deportes para la celebración del mismo, previéndose su celebración para el segundo semestre de 2018 y el primero de 2019, coincidente con los torneos Apertura y Clausura de las tres divisiones profesionales.
El campeón del torneo fue Santa Tecla por segunda ocasión consecutiva, tras vencer por marcador de 1 a 0 al Audaz.

## Formato de competición
El torneo se jugó bajo el sistema de eliminación directa a visita recíproca. Clasificó a la siguiente ronda el equipo con mayor número de goles a su favor después de los dos enfrentamientos. En caso de empate, se realizaron tiros desde el punto penal para decidir el ganador. Los emparejamientos se decidieron tomando en cuenta las zonas de los equipos en contienda. La final de la Copa El Salvador se jugó a un solo juego.

## Equipos participantes
| Primera División       | Primera División           | Primera División | Primera División |
| ---------------------- | -------------------------- | ---------------- | ---------------- |
| Águila                 | Alianza                    | Audaz            | Chalatenango     |
| FAS                    | Isidro Metapán             | Jocoro           | Luis Ángel Firpo |
| Municipal Limeño       | Pasaquina                  | Santa Tecla      | Sonsonate        |
| Segunda División       |                            |                  |                  |
| Brujos de Izalco       | Dragón                     | El Vencedor      | Independiente    |
| Liberal                | 11 Lobos                   | Platense         |                  |
| Santa Rosa Guachipilín | Vendaval                   | Racing Junior    |                  |
| Tercera División       |                            |                  |                  |
| ADEREL                 | Dulce Nombre de María      | Cacahuatique     | Jalacatal        |
| Juventud Cara Sucia    | Juventud Independiente     | Mar y Plata      |                  |
| Turín                  | Universidad de El Salvador | SID Municipal    |                  |

## Fases eliminatorias

### Cuadro de desarrollo
|  | Dieciseisavos de final                                                           | Dieciseisavos de final                                                           | Dieciseisavos de final                                                           | Dieciseisavos de final                                                           |   |             | Octavos de final                                                                | Octavos de final                                                                | Octavos de final                                                                | Octavos de final                                                                |  |            | Cuartos de final                                       | Cuartos de final                                       | Cuartos de final                                       | Cuartos de final                                       |  |             | Semifinales                                            | Semifinales                                            | Semifinales                                            | Semifinales                                            |  |             | Final               | Final               | Final               |  |
|  | 13 al 15 de noviembre de 2018 (ida) 15 de enero al 4 de febrero de 2019 (vuelta) | 13 al 15 de noviembre de 2018 (ida) 15 de enero al 4 de febrero de 2019 (vuelta) | 13 al 15 de noviembre de 2018 (ida) 15 de enero al 4 de febrero de 2019 (vuelta) | 13 al 15 de noviembre de 2018 (ida) 15 de enero al 4 de febrero de 2019 (vuelta) |   |             | 5 al 7 de febrero de 2019 (ida) 20, 26 de febrero y 6 de marzo de 2019 (vuelta) | 5 al 7 de febrero de 2019 (ida) 20, 26 de febrero y 6 de marzo de 2019 (vuelta) | 5 al 7 de febrero de 2019 (ida) 20, 26 de febrero y 6 de marzo de 2019 (vuelta) | 5 al 7 de febrero de 2019 (ida) 20, 26 de febrero y 6 de marzo de 2019 (vuelta) |  |            | 19 de marzo de 2019 (ida) 21 de marzo de 2019 (vuelta) | 19 de marzo de 2019 (ida) 21 de marzo de 2019 (vuelta) | 19 de marzo de 2019 (ida) 21 de marzo de 2019 (vuelta) | 19 de marzo de 2019 (ida) 21 de marzo de 2019 (vuelta) |  |             | 26 de marzo de 2019 (ida) 28 de marzo de 2019 (vuelta) | 26 de marzo de 2019 (ida) 28 de marzo de 2019 (vuelta) | 26 de marzo de 2019 (ida) 28 de marzo de 2019 (vuelta) | 26 de marzo de 2019 (ida) 28 de marzo de 2019 (vuelta) |  |             | 30 de abril de 2019 | 30 de abril de 2019 | 30 de abril de 2019 |  |
|  |                                                                                  |                                                                                  |                                                                                  |                                                                                  |   |             |                                                                                 |                                                                                 |                                                                                 |                                                                                 |  |            |                                                        |                                                        |                                                        |                                                        |  |             |                                                        |                                                        |                                                        |                                                        |  |             |                     |                     |                     |  |
|  |                                                                                  |                                                                                  |                                                                                  |                                                                                  |   |             |                                                                                 |                                                                                 |                                                                                 |                                                                                 |  |            |                                                        |                                                        |                                                        |                                                        |  |             |                                                        |                                                        |                                                        |                                                        |  |             |                     |                     |                     |  |
|  | FAS                                                                              | FAS                                                                              | 2                                                                                | 1                                                                                |   |             |                                                                                 |                                                                                 |                                                                                 |                                                                                 |  |            |                                                        |                                                        |                                                        |                                                        |  |             |                                                        |                                                        |                                                        |                                                        |  |             |                     |                     |                     |  |
|  | FAS                                                                              | FAS                                                                              | 2                                                                                | 1                                                                                |   |             |                                                                                 |                                                                                 |                                                                                 |                                                                                 |  |            |                                                        |                                                        |                                                        |                                                        |  |             |                                                        |                                                        |                                                        |                                                        |  |             |                     |                     |                     |  |
|  | Brujos de Izalco                                                                 | Brujos de Izalco                                                                 | 2                                                                                | 0                                                                                |   |             |                                                                                 |                                                                                 |                                                                                 |                                                                                 |  |            |                                                        |                                                        |                                                        |                                                        |  |             |                                                        |                                                        |                                                        |                                                        |  |             |                     |                     |                     |  |
|  | Brujos de Izalco                                                                 | Brujos de Izalco                                                                 | 2                                                                                | 0                                                                                |   | FAS         | FAS                                                                             | 0                                                                               | 2                                                                               |                                                                                 |  |            |                                                        |                                                        |                                                        |                                                        |  |             |                                                        |                                                        |                                                        |                                                        |  |             |                     |                     |                     |  |
|  |                                                                                  |                                                                                  |                                                                                  |                                                                                  |   | FAS         | FAS                                                                             | 0                                                                               | 2                                                                               |                                                                                 |  |            |                                                        |                                                        |                                                        |                                                        |  |             |                                                        |                                                        |                                                        |                                                        |  |             |                     |                     |                     |  |
|  |                                                                                  |                                                                                  | Sonsonate                                                                        | Sonsonate                                                                        | 0 | 0           |                                                                                 |                                                                                 |                                                                                 |                                                                                 |  |            |                                                        |                                                        |                                                        |                                                        |  |             |                                                        |                                                        |                                                        |                                                        |  |             |                     |                     |                     |  |
|  | Sonsonate                                                                        | Sonsonate                                                                        | Sonsonate                                                                        | Sonsonate                                                                        | 0 | 0           | 1                                                                               | 5                                                                               |                                                                                 |                                                                                 |  |            |                                                        |                                                        |                                                        |                                                        |  |             |                                                        |                                                        |                                                        |                                                        |  |             |                     |                     |                     |  |
|  | Sonsonate                                                                        | Sonsonate                                                                        |                                                                                  |                                                                                  |   |             |                                                                                 |                                                                                 |                                                                                 |                                                                                 |  |            |                                                        |                                                        |                                                        |                                                        |  |             |                                                        |                                                        |                                                        |                                                        |  |             |                     |                     |                     |  |
|  | SID Municipal                                                                    | SID Municipal                                                                    | 2                                                                                | 0                                                                                |   |             |                                                                                 |                                                                                 |                                                                                 |                                                                                 |  |            |                                                        |                                                        |                                                        |                                                        |  |             |                                                        |                                                        |                                                        |                                                        |  |             |                     |                     |                     |  |
|  | SID Municipal                                                                    | SID Municipal                                                                    | 2                                                                                | 0                                                                                |   |             |                                                                                 |                                                                                 |                                                                                 |                                                                                 |  | FAS        | FAS                                                    | 0                                                      | 1                                                      |                                                        |  |             |                                                        |                                                        |                                                        |                                                        |  |             |                     |                     |                     |  |
|  |                                                                                  |                                                                                  |                                                                                  |                                                                                  |   |             |                                                                                 |                                                                                 |                                                                                 |                                                                                 |  | FAS        | FAS                                                    | 0                                                      | 1                                                      |                                                        |  |             |                                                        |                                                        |                                                        |                                                        |  |             |                     |                     |                     |  |
|  |                                                                                  |                                                                                  | Santa Tecla                                                                      | Santa Tecla                                                                      | 1 | 1           |                                                                                 |                                                                                 |                                                                                 |                                                                                 |  |            |                                                        |                                                        |                                                        |                                                        |  |             |                                                        |                                                        |                                                        |                                                        |  |             |                     |                     |                     |  |
|  | Santa Tecla                                                                      | Santa Tecla                                                                      | Santa Tecla                                                                      | Santa Tecla                                                                      | 1 | 1           | 2                                                                               | 3                                                                               |                                                                                 |                                                                                 |  |            |                                                        |                                                        |                                                        |                                                        |  |             |                                                        |                                                        |                                                        |                                                        |  |             |                     |                     |                     |  |
|  | Santa Tecla                                                                      | Santa Tecla                                                                      |                                                                                  |                                                                                  |   |             |                                                                                 |                                                                                 |                                                                                 |                                                                                 |  |            |                                                        |                                                        |                                                        |                                                        |  |             |                                                        |                                                        |                                                        |                                                        |  |             |                     |                     |                     |  |
|  | J. Independiente                                                                 | J. Independiente                                                                 | 1                                                                                | 1                                                                                |   |             |                                                                                 |                                                                                 |                                                                                 |                                                                                 |  |            |                                                        |                                                        |                                                        |                                                        |  |             |                                                        |                                                        |                                                        |                                                        |  |             |                     |                     |                     |  |
|  | J. Independiente                                                                 | J. Independiente                                                                 | 1                                                                                | 1                                                                                |   | Santa Tecla | Santa Tecla                                                                     | 0                                                                               | 1                                                                               |                                                                                 |  |            |                                                        |                                                        |                                                        |                                                        |  |             |                                                        |                                                        |                                                        |                                                        |  |             |                     |                     |                     |  |
|  |                                                                                  |                                                                                  |                                                                                  |                                                                                  |   | Santa Tecla | Santa Tecla                                                                     | 0                                                                               | 1                                                                               |                                                                                 |  |            |                                                        |                                                        |                                                        |                                                        |  |             |                                                        |                                                        |                                                        |                                                        |  |             |                     |                     |                     |  |
|  |                                                                                  |                                                                                  | Turín                                                                            | Turín                                                                            | 0 | 0           |                                                                                 |                                                                                 |                                                                                 |                                                                                 |  |            |                                                        |                                                        |                                                        |                                                        |  |             |                                                        |                                                        |                                                        |                                                        |  |             |                     |                     |                     |  |
|  | Turín                                                                            | Turín                                                                            | Turín                                                                            | Turín                                                                            | 0 | 0           | 2                                                                               | 2 (3)                                                                           |                                                                                 |                                                                                 |  |            |                                                        |                                                        |                                                        |                                                        |  |             |                                                        |                                                        |                                                        |                                                        |  |             |                     |                     |                     |  |
|  | Turín                                                                            | Turín                                                                            |                                                                                  |                                                                                  |   |             |                                                                                 |                                                                                 |                                                                                 |                                                                                 |  |            |                                                        |                                                        |                                                        |                                                        |  |             |                                                        |                                                        |                                                        |                                                        |  |             |                     |                     |                     |  |
|  | Chalatenango                                                                     | Chalatenango                                                                     | 0                                                                                | 4 (2)                                                                            |   |             |                                                                                 |                                                                                 |                                                                                 |                                                                                 |  |            |                                                        |                                                        |                                                        |                                                        |  |             |                                                        |                                                        |                                                        |                                                        |  |             |                     |                     |                     |  |
|  | Chalatenango                                                                     | Chalatenango                                                                     | 0                                                                                | 4 (2)                                                                            |   |             |                                                                                 |                                                                                 |                                                                                 |                                                                                 |  |            |                                                        |                                                        |                                                        |                                                        |  | Santa Tecla | Santa Tecla                                            | 0                                                      | 0 (3)                                                  |                                                        |  |             |                     |                     |                     |  |
|  |                                                                                  |                                                                                  |                                                                                  |                                                                                  |   |             |                                                                                 |                                                                                 |                                                                                 |                                                                                 |  |            |                                                        |                                                        |                                                        |                                                        |  | Santa Tecla | Santa Tecla                                            | 0                                                      | 0 (3)                                                  |                                                        |  |             |                     |                     |                     |  |
|  |                                                                                  |                                                                                  | Alianza                                                                          | Alianza                                                                          | 0 | 0 (1)       |                                                                                 |                                                                                 |                                                                                 |                                                                                 |  |            |                                                        |                                                        |                                                        |                                                        |  |             |                                                        |                                                        |                                                        |                                                        |  |             |                     |                     |                     |  |
|  | Alianza                                                                          | Alianza                                                                          | Alianza                                                                          | Alianza                                                                          | 0 | 0 (1)       | 2                                                                               | 3                                                                               |                                                                                 |                                                                                 |  |            |                                                        |                                                        |                                                        |                                                        |  |             |                                                        |                                                        |                                                        |                                                        |  |             |                     |                     |                     |  |
|  | Alianza                                                                          | Alianza                                                                          |                                                                                  |                                                                                  |   |             |                                                                                 |                                                                                 |                                                                                 |                                                                                 |  |            |                                                        |                                                        |                                                        |                                                        |  |             |                                                        |                                                        |                                                        |                                                        |  |             |                     |                     |                     |  |
|  | Independiente                                                                    | Independiente                                                                    | 1                                                                                | 0                                                                                |   |             |                                                                                 |                                                                                 |                                                                                 |                                                                                 |  |            |                                                        |                                                        |                                                        |                                                        |  |             |                                                        |                                                        |                                                        |                                                        |  |             |                     |                     |                     |  |
|  | Independiente                                                                    | Independiente                                                                    | 1                                                                                | 0                                                                                |   | Alianza     | Alianza                                                                         | 6                                                                               | 6                                                                               |                                                                                 |  |            |                                                        |                                                        |                                                        |                                                        |  |             |                                                        |                                                        |                                                        |                                                        |  |             |                     |                     |                     |  |
|  |                                                                                  |                                                                                  |                                                                                  |                                                                                  |   | Alianza     | Alianza                                                                         | 6                                                                               | 6                                                                               |                                                                                 |  |            |                                                        |                                                        |                                                        |                                                        |  |             |                                                        |                                                        |                                                        |                                                        |  |             |                     |                     |                     |  |
|  |                                                                                  |                                                                                  | Santa Rosa                                                                       | Santa Rosa                                                                       | 2 | 0           |                                                                                 |                                                                                 |                                                                                 |                                                                                 |  |            |                                                        |                                                        |                                                        |                                                        |  |             |                                                        |                                                        |                                                        |                                                        |  |             |                     |                     |                     |  |
|  | Santa Rosa                                                                       | Santa Rosa                                                                       | Santa Rosa                                                                       | Santa Rosa                                                                       | 2 | 0           | 4                                                                               | 3                                                                               |                                                                                 |                                                                                 |  |            |                                                        |                                                        |                                                        |                                                        |  |             |                                                        |                                                        |                                                        |                                                        |  |             |                     |                     |                     |  |
|  | Santa Rosa                                                                       | Santa Rosa                                                                       |                                                                                  |                                                                                  |   |             |                                                                                 |                                                                                 |                                                                                 |                                                                                 |  |            |                                                        |                                                        |                                                        |                                                        |  |             |                                                        |                                                        |                                                        |                                                        |  |             |                     |                     |                     |  |
|  | D.N. María                                                                       | D.N. María                                                                       | 3                                                                                | 1                                                                                |   |             |                                                                                 |                                                                                 |                                                                                 |                                                                                 |  |            |                                                        |                                                        |                                                        |                                                        |  |             |                                                        |                                                        |                                                        |                                                        |  |             |                     |                     |                     |  |
|  | D.N. María                                                                       | D.N. María                                                                       | 3                                                                                | 1                                                                                |   |             |                                                                                 |                                                                                 |                                                                                 |                                                                                 |  | Alianza    | Alianza                                                | 2                                                      | 2                                                      |                                                        |  |             |                                                        |                                                        |                                                        |                                                        |  |             |                     |                     |                     |  |
|  |                                                                                  |                                                                                  |                                                                                  |                                                                                  |   |             |                                                                                 |                                                                                 |                                                                                 |                                                                                 |  | Alianza    | Alianza                                                | 2                                                      | 2                                                      |                                                        |  |             |                                                        |                                                        |                                                        |                                                        |  |             |                     |                     |                     |  |
|  |                                                                                  |                                                                                  | 11 Lobos                                                                         | 11 Lobos                                                                         | 0 | 1           |                                                                                 |                                                                                 |                                                                                 |                                                                                 |  |            |                                                        |                                                        |                                                        |                                                        |  |             |                                                        |                                                        |                                                        |                                                        |  |             |                     |                     |                     |  |
|  | 11 Lobos                                                                         | 11 Lobos                                                                         | 11 Lobos                                                                         | 11 Lobos                                                                         | 0 | 1           | 2                                                                               | 2 (4)                                                                           |                                                                                 |                                                                                 |  |            |                                                        |                                                        |                                                        |                                                        |  |             |                                                        |                                                        |                                                        |                                                        |  |             |                     |                     |                     |  |
|  | 11 Lobos                                                                         | 11 Lobos                                                                         |                                                                                  |                                                                                  |   |             |                                                                                 |                                                                                 |                                                                                 |                                                                                 |  |            |                                                        |                                                        |                                                        |                                                        |  |             |                                                        |                                                        |                                                        |                                                        |  |             |                     |                     |                     |  |
|  | J. Cara Sucia                                                                    | J. Cara Sucia                                                                    | 3                                                                                | 1 (3)                                                                            |   |             |                                                                                 |                                                                                 |                                                                                 |                                                                                 |  |            |                                                        |                                                        |                                                        |                                                        |  |             |                                                        |                                                        |                                                        |                                                        |  |             |                     |                     |                     |  |
|  | J. Cara Sucia                                                                    | J. Cara Sucia                                                                    | 3                                                                                | 1 (3)                                                                            |   | 11 Lobos    | 11 Lobos                                                                        | 3                                                                               | 2 (5)                                                                           |                                                                                 |  |            |                                                        |                                                        |                                                        |                                                        |  |             |                                                        |                                                        |                                                        |                                                        |  |             |                     |                     |                     |  |
|  |                                                                                  |                                                                                  |                                                                                  |                                                                                  |   | 11 Lobos    | 11 Lobos                                                                        | 3                                                                               | 2 (5)                                                                           |                                                                                 |  |            |                                                        |                                                        |                                                        |                                                        |  |             |                                                        |                                                        |                                                        |                                                        |  |             |                     |                     |                     |  |
|  |                                                                                  |                                                                                  | Isidro Metapán                                                                   | Isidro Metapán                                                                   | 2 | 3 (4)       |                                                                                 |                                                                                 |                                                                                 |                                                                                 |  |            |                                                        |                                                        |                                                        |                                                        |  |             |                                                        |                                                        |                                                        |                                                        |  |             |                     |                     |                     |  |
|  | Isidro Metapán                                                                   | Isidro Metapán                                                                   | Isidro Metapán                                                                   | Isidro Metapán                                                                   | 2 | 3 (4)       | 3                                                                               | 1                                                                               |                                                                                 |                                                                                 |  |            |                                                        |                                                        |                                                        |                                                        |  |             |                                                        |                                                        |                                                        |                                                        |  |             |                     |                     |                     |  |
|  | Isidro Metapán                                                                   | Isidro Metapán                                                                   |                                                                                  |                                                                                  |   |             |                                                                                 |                                                                                 |                                                                                 |                                                                                 |  |            |                                                        |                                                        |                                                        |                                                        |  |             |                                                        |                                                        |                                                        |                                                        |  |             |                     |                     |                     |  |
|  | Racing Junior                                                                    | Racing Junior                                                                    | 1                                                                                | 2                                                                                |   |             |                                                                                 |                                                                                 |                                                                                 |                                                                                 |  |            |                                                        |                                                        |                                                        |                                                        |  |             |                                                        |                                                        |                                                        |                                                        |  |             |                     |                     |                     |  |
|  | Racing Junior                                                                    | Racing Junior                                                                    | 1                                                                                | 2                                                                                |   |             |                                                                                 |                                                                                 |                                                                                 |                                                                                 |  |            |                                                        |                                                        |                                                        |                                                        |  |             |                                                        |                                                        |                                                        |                                                        |  | Santa Tecla | Santa Tecla         | 1                   |                     |  |
|  |                                                                                  |                                                                                  |                                                                                  |                                                                                  |   |             |                                                                                 |                                                                                 |                                                                                 |                                                                                 |  |            |                                                        |                                                        |                                                        |                                                        |  |             |                                                        |                                                        |                                                        |                                                        |  | Santa Tecla | Santa Tecla         | 1                   |                     |  |
|  |                                                                                  |                                                                                  | Audaz                                                                            | Audaz                                                                            | 0 |             |                                                                                 |                                                                                 |                                                                                 |                                                                                 |  |            |                                                        |                                                        |                                                        |                                                        |  |             |                                                        |                                                        |                                                        |                                                        |  |             |                     |                     |                     |  |
|  | Jocoro                                                                           | Jocoro                                                                           | Audaz                                                                            | Audaz                                                                            | 0 | 1           | 2                                                                               |                                                                                 |                                                                                 |                                                                                 |  |            |                                                        |                                                        |                                                        |                                                        |  |             |                                                        |                                                        |                                                        |                                                        |  |             |                     |                     |                     |  |
|  | Jocoro                                                                           | Jocoro                                                                           |                                                                                  |                                                                                  |   |             |                                                                                 |                                                                                 |                                                                                 |                                                                                 |  |            |                                                        |                                                        |                                                        |                                                        |  |             |                                                        |                                                        |                                                        |                                                        |  |             |                     |                     |                     |  |
|  | Cacahuatique                                                                     | Cacahuatique                                                                     | 1                                                                                | 0                                                                                |   |             |                                                                                 |                                                                                 |                                                                                 |                                                                                 |  |            |                                                        |                                                        |                                                        |                                                        |  |             |                                                        |                                                        |                                                        |                                                        |  |             |                     |                     |                     |  |
|  | Cacahuatique                                                                     | Cacahuatique                                                                     | 1                                                                                | 0                                                                                |   | Jocoro      | Jocoro                                                                          | 1                                                                               | 0 (6)                                                                           |                                                                                 |  |            |                                                        |                                                        |                                                        |                                                        |  |             |                                                        |                                                        |                                                        |                                                        |  |             |                     |                     |                     |  |
|  |                                                                                  |                                                                                  |                                                                                  |                                                                                  |   | Jocoro      | Jocoro                                                                          | 1                                                                               | 0 (6)                                                                           |                                                                                 |  |            |                                                        |                                                        |                                                        |                                                        |  |             |                                                        |                                                        |                                                        |                                                        |  |             |                     |                     |                     |  |
|  |                                                                                  |                                                                                  | El Vencedor                                                                      | El Vencedor                                                                      | 1 | 0 (5)       |                                                                                 |                                                                                 |                                                                                 |                                                                                 |  |            |                                                        |                                                        |                                                        |                                                        |  |             |                                                        |                                                        |                                                        |                                                        |  |             |                     |                     |                     |  |
|  | El Vencedor                                                                      | El Vencedor                                                                      | El Vencedor                                                                      | El Vencedor                                                                      | 1 | 0 (5)       | 1                                                                               | 4                                                                               |                                                                                 |                                                                                 |  |            |                                                        |                                                        |                                                        |                                                        |  |             |                                                        |                                                        |                                                        |                                                        |  |             |                     |                     |                     |  |
|  | El Vencedor                                                                      | El Vencedor                                                                      |                                                                                  |                                                                                  |   |             |                                                                                 |                                                                                 |                                                                                 |                                                                                 |  |            |                                                        |                                                        |                                                        |                                                        |  |             |                                                        |                                                        |                                                        |                                                        |  |             |                     |                     |                     |  |
|  | UES                                                                              | UES                                                                              | 2                                                                                | 1                                                                                |   |             |                                                                                 |                                                                                 |                                                                                 |                                                                                 |  |            |                                                        |                                                        |                                                        |                                                        |  |             |                                                        |                                                        |                                                        |                                                        |  |             |                     |                     |                     |  |
|  | UES                                                                              | UES                                                                              | 2                                                                                | 1                                                                                |   |             |                                                                                 |                                                                                 |                                                                                 |                                                                                 |  | Jocoro     | Jocoro                                                 | 1                                                      | 1 (3)                                                  |                                                        |  |             |                                                        |                                                        |                                                        |                                                        |  |             |                     |                     |                     |  |
|  |                                                                                  |                                                                                  |                                                                                  |                                                                                  |   |             |                                                                                 |                                                                                 |                                                                                 |                                                                                 |  | Jocoro     | Jocoro                                                 | 1                                                      | 1 (3)                                                  |                                                        |  |             |                                                        |                                                        |                                                        |                                                        |  |             |                     |                     |                     |  |
|  |                                                                                  |                                                                                  | Águila                                                                           | Águila                                                                           | 2 | 0 (2)       |                                                                                 |                                                                                 |                                                                                 |                                                                                 |  |            |                                                        |                                                        |                                                        |                                                        |  |             |                                                        |                                                        |                                                        |                                                        |  |             |                     |                     |                     |  |
|  | Águila                                                                           | Águila                                                                           | Águila                                                                           | Águila                                                                           | 2 | 0 (2)       | 4                                                                               | 3                                                                               |                                                                                 |                                                                                 |  |            |                                                        |                                                        |                                                        |                                                        |  |             |                                                        |                                                        |                                                        |                                                        |  |             |                     |                     |                     |  |
|  | Águila                                                                           | Águila                                                                           |                                                                                  |                                                                                  |   |             |                                                                                 |                                                                                 |                                                                                 |                                                                                 |  |            |                                                        |                                                        |                                                        |                                                        |  |             |                                                        |                                                        |                                                        |                                                        |  |             |                     |                     |                     |  |
|  | Liberal                                                                          | Liberal                                                                          | 2                                                                                | 0                                                                                |   |             |                                                                                 |                                                                                 |                                                                                 |                                                                                 |  |            |                                                        |                                                        |                                                        |                                                        |  |             |                                                        |                                                        |                                                        |                                                        |  |             |                     |                     |                     |  |
|  | Liberal                                                                          | Liberal                                                                          | 2                                                                                | 0                                                                                |   | Águila      | Águila                                                                          | 3                                                                               | 1                                                                               |                                                                                 |  |            |                                                        |                                                        |                                                        |                                                        |  |             |                                                        |                                                        |                                                        |                                                        |  |             |                     |                     |                     |  |
|  |                                                                                  |                                                                                  |                                                                                  |                                                                                  |   | Águila      | Águila                                                                          | 3                                                                               | 1                                                                               |                                                                                 |  |            |                                                        |                                                        |                                                        |                                                        |  |             |                                                        |                                                        |                                                        |                                                        |  |             |                     |                     |                     |  |
|  |                                                                                  |                                                                                  | Jalacatal                                                                        | Jalacatal                                                                        | 1 | 0           |                                                                                 |                                                                                 |                                                                                 |                                                                                 |  |            |                                                        |                                                        |                                                        |                                                        |  |             |                                                        |                                                        |                                                        |                                                        |  |             |                     |                     |                     |  |
|  | Jalacatal                                                                        | Jalacatal                                                                        | Jalacatal                                                                        | Jalacatal                                                                        | 1 | 0           | 2                                                                               | 2                                                                               |                                                                                 |                                                                                 |  |            |                                                        |                                                        |                                                        |                                                        |  |             |                                                        |                                                        |                                                        |                                                        |  |             |                     |                     |                     |  |
|  | Jalacatal                                                                        | Jalacatal                                                                        |                                                                                  |                                                                                  |   |             |                                                                                 |                                                                                 |                                                                                 |                                                                                 |  |            |                                                        |                                                        |                                                        |                                                        |  |             |                                                        |                                                        |                                                        |                                                        |  |             |                     |                     |                     |  |
|  | Pasaquina                                                                        | Pasaquina                                                                        | 1                                                                                | 1                                                                                |   |             |                                                                                 |                                                                                 |                                                                                 |                                                                                 |  |            |                                                        |                                                        |                                                        |                                                        |  |             |                                                        |                                                        |                                                        |                                                        |  |             |                     |                     |                     |  |
|  | Pasaquina                                                                        | Pasaquina                                                                        | 1                                                                                | 1                                                                                |   |             |                                                                                 |                                                                                 |                                                                                 |                                                                                 |  |            |                                                        |                                                        |                                                        |                                                        |  | Jocoro      | Jocoro                                                 | 1                                                      | 0                                                      |                                                        |  |             |                     |                     |                     |  |
|  |                                                                                  |                                                                                  |                                                                                  |                                                                                  |   |             |                                                                                 |                                                                                 |                                                                                 |                                                                                 |  |            |                                                        |                                                        |                                                        |                                                        |  | Jocoro      | Jocoro                                                 | 1                                                      | 0                                                      |                                                        |  |             |                     |                     |                     |  |
|  |                                                                                  |                                                                                  | Audaz                                                                            | Audaz                                                                            | 2 | 1           |                                                                                 |                                                                                 |                                                                                 |                                                                                 |  |            |                                                        |                                                        |                                                        |                                                        |  |             |                                                        |                                                        |                                                        |                                                        |  |             |                     |                     |                     |  |
|  | L.Á. Firpo                                                                       | L.Á. Firpo                                                                       | Audaz                                                                            | Audaz                                                                            | 2 | 1           | 0                                                                               | 3                                                                               |                                                                                 |                                                                                 |  |            |                                                        |                                                        |                                                        |                                                        |  |             |                                                        |                                                        |                                                        |                                                        |  |             |                     |                     |                     |  |
|  | L.Á. Firpo                                                                       | L.Á. Firpo                                                                       |                                                                                  |                                                                                  |   |             |                                                                                 |                                                                                 |                                                                                 |                                                                                 |  |            |                                                        |                                                        |                                                        |                                                        |  |             |                                                        |                                                        |                                                        |                                                        |  |             |                     |                     |                     |  |
|  | Dragón                                                                           | Dragón                                                                           | 1                                                                                | 0                                                                                |   |             |                                                                                 |                                                                                 |                                                                                 |                                                                                 |  |            |                                                        |                                                        |                                                        |                                                        |  |             |                                                        |                                                        |                                                        |                                                        |  |             |                     |                     |                     |  |
|  | Dragón                                                                           | Dragón                                                                           | 1                                                                                | 0                                                                                |   | L.Á. Firpo  | L.Á. Firpo                                                                      | 0                                                                               | 0 (4)                                                                           |                                                                                 |  |            |                                                        |                                                        |                                                        |                                                        |  |             |                                                        |                                                        |                                                        |                                                        |  |             |                     |                     |                     |  |
|  |                                                                                  |                                                                                  |                                                                                  |                                                                                  |   | L.Á. Firpo  | L.Á. Firpo                                                                      | 0                                                                               | 0 (4)                                                                           |                                                                                 |  |            |                                                        |                                                        |                                                        |                                                        |  |             |                                                        |                                                        |                                                        |                                                        |  |             |                     |                     |                     |  |
|  |                                                                                  |                                                                                  | Mar y Plata                                                                      | Mar y Plata                                                                      | 0 | 0 (3)       |                                                                                 |                                                                                 |                                                                                 |                                                                                 |  |            |                                                        |                                                        |                                                        |                                                        |  |             |                                                        |                                                        |                                                        |                                                        |  |             |                     |                     |                     |  |
|  | Mar y Plata                                                                      | Mar y Plata                                                                      | Mar y Plata                                                                      | Mar y Plata                                                                      | 0 | 0 (3)       | 2                                                                               | 2                                                                               |                                                                                 |                                                                                 |  |            |                                                        |                                                        |                                                        |                                                        |  |             |                                                        |                                                        |                                                        |                                                        |  |             |                     |                     |                     |  |
|  | Mar y Plata                                                                      | Mar y Plata                                                                      |                                                                                  |                                                                                  |   |             |                                                                                 |                                                                                 |                                                                                 |                                                                                 |  |            |                                                        |                                                        |                                                        |                                                        |  |             |                                                        |                                                        |                                                        |                                                        |  |             |                     |                     |                     |  |
|  | Municipal Limeño                                                                 | Municipal Limeño                                                                 | 2                                                                                | 0                                                                                |   |             |                                                                                 |                                                                                 |                                                                                 |                                                                                 |  |            |                                                        |                                                        |                                                        |                                                        |  |             |                                                        |                                                        |                                                        |                                                        |  |             |                     |                     |                     |  |
|  | Municipal Limeño                                                                 | Municipal Limeño                                                                 | 2                                                                                | 0                                                                                |   |             |                                                                                 |                                                                                 |                                                                                 |                                                                                 |  | L.Á. Firpo | L.Á. Firpo                                             | 0                                                      | 2                                                      |                                                        |  |             |                                                        |                                                        |                                                        |                                                        |  |             |                     |                     |                     |  |
|  |                                                                                  |                                                                                  |                                                                                  |                                                                                  |   |             |                                                                                 |                                                                                 |                                                                                 |                                                                                 |  | L.Á. Firpo | L.Á. Firpo                                             | 0                                                      | 2                                                      |                                                        |  |             |                                                        |                                                        |                                                        |                                                        |  |             |                     |                     |                     |  |
|  |                                                                                  |                                                                                  | Audaz                                                                            | Audaz                                                                            | 3 | 1           |                                                                                 |                                                                                 |                                                                                 |                                                                                 |  |            |                                                        |                                                        |                                                        |                                                        |  |             |                                                        |                                                        |                                                        |                                                        |  |             |                     |                     |                     |  |
|  | Audaz                                                                            | Audaz                                                                            | Audaz                                                                            | Audaz                                                                            | 3 | 1           | 0                                                                               | 1 (5)                                                                           |                                                                                 |                                                                                 |  |            |                                                        |                                                        |                                                        |                                                        |  |             |                                                        |                                                        |                                                        |                                                        |  |             |                     |                     |                     |  |
|  | Audaz                                                                            | Audaz                                                                            |                                                                                  |                                                                                  |   |             |                                                                                 |                                                                                 |                                                                                 |                                                                                 |  |            |                                                        |                                                        |                                                        |                                                        |  |             |                                                        |                                                        |                                                        |                                                        |  |             |                     |                     |                     |  |
|  | Platense                                                                         | Platense                                                                         | 0                                                                                | 1 (4)                                                                            |   |             |                                                                                 |                                                                                 |                                                                                 |                                                                                 |  |            |                                                        |                                                        |                                                        |                                                        |  |             |                                                        |                                                        |                                                        |                                                        |  |             |                     |                     |                     |  |
|  | Platense                                                                         | Platense                                                                         | 0                                                                                | 1 (4)                                                                            |   | Audaz       | Audaz                                                                           | 1                                                                               | 0 (5)                                                                           |                                                                                 |  |            |                                                        |                                                        |                                                        |                                                        |  |             |                                                        |                                                        |                                                        |                                                        |  |             |                     |                     |                     |  |
|  |                                                                                  |                                                                                  |                                                                                  |                                                                                  |   | Audaz       | Audaz                                                                           | 1                                                                               | 0 (5)                                                                           |                                                                                 |  |            |                                                        |                                                        |                                                        |                                                        |  |             |                                                        |                                                        |                                                        |                                                        |  |             |                     |                     |                     |  |
|  |                                                                                  |                                                                                  | Vendaval                                                                         | Vendaval                                                                         | 0 | 1 (4)       |                                                                                 |                                                                                 |                                                                                 |                                                                                 |  |            |                                                        |                                                        |                                                        |                                                        |  |             |                                                        |                                                        |                                                        |                                                        |  |             |                     |                     |                     |  |
|  | Vendaval                                                                         | Vendaval                                                                         | Vendaval                                                                         | Vendaval                                                                         | 0 | 1 (4)       | 2                                                                               | 2                                                                               |                                                                                 |                                                                                 |  |            |                                                        |                                                        |                                                        |                                                        |  |             |                                                        |                                                        |                                                        |                                                        |  |             |                     |                     |                     |  |
|  | Vendaval                                                                         | Vendaval                                                                         |                                                                                  |                                                                                  |   |             |                                                                                 |                                                                                 |                                                                                 |                                                                                 |  |            |                                                        |                                                        |                                                        |                                                        |  |             |                                                        |                                                        |                                                        |                                                        |  |             |                     |                     |                     |  |
|  | ADEREL                                                                           | ADEREL                                                                           | 1                                                                                | 1                                                                                |   |             |                                                                                 |                                                                                 |                                                                                 |                                                                                 |  |            |                                                        |                                                        |                                                        |                                                        |  |             |                                                        |                                                        |                                                        |                                                        |  |             |                     |                     |                     |  |
|  | ADEREL                                                                           | ADEREL                                                                           | 1                                                                                | 1                                                                                |   |             |                                                                                 |                                                                                 |                                                                                 |                                                                                 |  |            |                                                        |                                                        |                                                        |                                                        |  |             |                                                        |                                                        |                                                        |                                                        |  |             |                     |                     |                     |  |
|  |                                                                                  |                                                                                  |                                                                                  |                                                                                  |   |             |                                                                                 |                                                                                 |                                                                                 |                                                                                 |  |            |                                                        |                                                        |                                                        |                                                        |  |             |                                                        |                                                        |                                                        |                                                        |  |             |                     |                     |                     |  |

### Dieciseisavos de final
La fase se jugó a eliminación directa. Los partidos de ida fueron el 13, 14 y 15 de noviembre del 2018. Los de vuelta fueron el 8, 9 y 10 de enero de 2019.
| Fechas                                         | Local en la ida            | Global        | Local en la vuelta     | Ida   | Vuelta |
| ---------------------------------------------- | -------------------------- | ------------- | ---------------------- | ----- | ------ |
| 13 de noviembre de 2018                        | Dragón                     | 1 - 3         | Luis Ángel Firpo       | 1 - 0 | 0 - 3  |
| 13 de noviembre de 2018 y 15 de enero de 2019  | Jalacatal                  | 4 - 2         | Pasaquina              | 2 - 1 | 2 - 1  |
| 13 de noviembre de 2018 y 29 de enero de 2019  | Juventud Cara Sucia        | (3) 4 - 4 (4) | 11 Lobos               | 3 - 2 | 1 - 2  |
| 13 de noviembre de 2018 y 30 de enero de 2019  | Racing Junior              | 3 - 4         | Isidro Metapán         | 1 - 3 | 2 - 1  |
| 13 de noviembre de 2018 y 30 de enero de 2019  | Dulce Nombre de María      | 4 - 7         | Santa Rosa Guachipilín | 3 - 4 | 1 - 3  |
| 14 de noviembre de 2018                        | Independiente              | 1 - 5         | Alianza                | 1 - 2 | 0 - 3  |
| 14 de noviembre de 2018 y 15 de enero de 2019  | Juventud Independiente     | 2 - 5         | Santa Tecla            | 1 - 2 | 1 - 3  |
| 14 de noviembre de 2018 y 15 de enero de 2019  | Cacahuatique               | 1 - 3         | Jocoro                 | 1 - 1 | 0 - 2  |
| 14 de noviembre de 2018 y 30 de enero de 2019  | ADEREL                     | 2 - 4         | Vendaval               | 1 - 2 | 1 - 2  |
| 14 de noviembre de 2018 y 30 de enero de 2019  | Universidad de El Salvador | 3 - 5         | El Vencedor            | 2 - 1 | 1 - 4  |
| 14 de noviembre de 2018 y 31 de enero de 2019  | Platense                   | (4) 1 - 1 (5) | Audaz                  | 0 - 0 | 1 - 1  |
| 15 de noviembre de 2018 y 16 de enero de 2019  | SID Municipal              | 2 - 6         | Sonsonate              | 2 - 1 | 0 - 5  |
| 15 de noviembre de 2018 y 16 de enero de 2019  | Mar y Plata                | 4 - 2         | Municipal Limeño       | 2 - 2 | 0 - 2  |
| 15 de noviembre de 2018 y 16 de enero de 2019  | Turín                      | (3) 4 - 4 (1) | Chalatenango           | 2 - 0 | 2 - 4  |
| 15 de noviembre de 2018 y 31 de enero de 2019  | Brujos de Izalco           | 2 - 3         | FAS                    | 2 - 2 | 0 - 1  |
| 15 de noviembre de 2018 y 4 de febrero de 2019 | Liberal                    | 2 - 7         | Águila                 | 2 - 4 | 0 - 3  |

### Octavos de final
| Fechas                            | Local en la ida        | Global        | Local en la vuelta | Ida   | Vuelta |
| --------------------------------- | ---------------------- | ------------- | ------------------ | ----- | ------ |
| 5 y 20 de febrero de 2019         | Turín                  | 0 - 1         | Santa Tecla        | 0 - 0 | 0 - 1  |
| 5 de febrero y 6 de marzo de 2019 | 11 Lobos               | (5) 5 - 5 (4) | Isidro Metapán     | 3 - 2 | 2 - 3  |
| 5 de febrero y 6 de marzo de 2019 | Sonsonate              | 0 - 2         | FAS                | 0 - 0 | 0 - 2  |
| 6 y 26 de febrero de 2019         | El Vencedor            | (5) 1 - 1 (6) | Jocoro             | 1 - 1 | 0 - 0  |
| 6 de febrero y 6 de marzo de 2019 | Santa Rosa Guachipilín | 2 - 12        | Alianza            | 2 - 6 | 0 - 6  |
| 6 de febrero y 6 de marzo de 2019 | Mar y Plata            | (3) 0 - 0 (4) | Luis Ángel Firpo   | 0 - 0 | 0 - 0  |
| 6 de febrero y 6 de marzo de 2019 | Vendaval               | (4) 1 - 1 (5) | Audaz              | 0 - 1 | 1 - 0  |
| 7 de febrero y 6 de marzo de 2019 | Jalacatal              | 1 - 4         | Águila             | 1 - 3 | 0 - 1  |

### Cuartos de final
| Fechas                   | Local en la ida  | Global        | Local en la vuelta | Ida   | Vuelta |
| ------------------------ | ---------------- | ------------- | ------------------ | ----- | ------ |
| 19 y 21 de marzo de 2019 | FAS              | 1 - 2         | Santa Tecla        | 0 - 1 | 1 - 1  |
| 19 y 21 de marzo de 2019 | Alianza          | 4 - 1         | 11 Lobos           | 2 - 0 | 2 - 1  |
| 20 y 22 de marzo de 2019 | Jocoro           | (3) 2 - 2 (2) | Águila             | 1 - 2 | 1 - 0  |
| 20 y 22 de marzo de 2019 | Luis Ángel Firpo | 2 - 4         | Audaz              | 0 - 3 | 2 - 1  |

### Semifinales
| Fechas                   | Local en la ida | Global        | Local en la vuelta | Ida   | Vuelta |
| ------------------------ | --------------- | ------------- | ------------------ | ----- | ------ |
| 25 y 28 de marzo de 2019 | Santa Tecla     | (3) 0 - 0 (1) | Alianza            | 0 - 0 | 0 - 0  |
| 26 y 28 de marzo de 2019 | Jocoro          | 1 - 3         | Audaz              | 1 - 2 | 0 - 1  |

### Final
| Fecha               | Estadio                 | Equipo 1 | Resultado | Equipo 2    |
| ------------------- | ----------------------- | -------- | --------- | ----------- |
| 30 de abril de 2019 | Jorge "Mágico" González | Audaz    | 0 - 1     | Santa Tecla |

| Campeón Copa El Salvador 2018-19 |
| -------------------------------- |
|                                  |
| Santa Tecla                      |
| 2do Título                       |

## Premios y reconocimientos
La organización otorgó cuatro reconocimientos a los jugadores más destacados del torneo.
| Premio                | Jugador                                                     | Club                                  |
| --------------------- | ----------------------------------------------------------- | ------------------------------------- |
| Campeón goleador      | Ezequiel Rivas Bryan Paz Edwin Ruano John Machado (4 goles) | Alianza Águila Once Lobos El Vencedor |
| Portero menos vencido | Joel Almeida (un gol en 4 juegos)                           | Santa Tecla                           |
| Revelación juvenil    | Santos López                                                | Audaz                                 |
| JMV de la final       | Giovanni Ávila                                              | Santa Tecla                           |